# Български народни песни
Българските народни песни са най-значителният, разнообразен, художествен дял в българския фолклор.

## История и описание
Народните песни са умотворения в стихотворна форма, при които текст и мелодия са неразривно свързани. Българското народно поетическо творчество води началото си от далечни времена. Първите сведения за народни песни и певци са от IX - X век. Най-ранният запис на български народни песни са запазените песни в българо-гръцкия речник от Богатско „Начало на думи у българите, които се отнасят към (просто)народния език“. Най-много народни песни са запазени от XVIII век. Голяма част от старите народни песни не са записани и са забравени. Песните възникват като вътрешна потребност на създателите – да дадат израз на своите преживявания и мисли. Те са изпети в тъжни или радостни дни – на големи празници, на нивата, край стана. Техни творци са хора с поетически и музикален талант – певци, гуслари, гайдари, кавалджии. Народната песен се създава и развива на село. Предава се от певец на певец и така се получават много и различни варианти.

## Видове
Разграничават се различни видове въз основа на няколко народни празника. Според времето, мястото и обстановката на изпълнение се обособяват обредни, трапезни, хороводни, седенкарски, жътварски и други. Според класификацията на известния събирач на народни песни Петър Динеков те биват обредни, митични, юнашки, хайдушки, исторически, социално-битови, балади, детски песни и залъгалки и съвременни народни песни. В зависимост от начина, по който се изгражда изпълнението, те се делят на епически, лирически и лироепически.
Те биват и благопожелателни, например коледарските, сватбените и други благопожелателни песни.

### Митични песни
Митичните песни са едни от най-старите. Отразяват истини в човешкия мироглед за героизъм, мъжество/женственост, социално поведение, природни феномени, свръхестествени същества с човешки качества, но с нечовешки способности (например песента „Славки си рожба не трае“). Често срещани митични същества са слънцето, самодиви, русалки, орисници, змейове и лами, които влизат в различни взаимоотношения с българския човек или с героя.
Митичните песни съдържат както езически, така и юдео-християнски мотиви, наред с по-съвременни суеверия.